# Sparkasse an Ennepe und Ruhr
Die Sparkasse an Ennepe und Ruhr ist eine öffentlich-rechtliche Sparkasse mit Sitz in Gevelsberg in Nordrhein-Westfalen. Ihr Geschäftsgebiet ist der Ennepe-Ruhr-Kreis sowie die angrenzenden Kreise und kreisfreien Städte.

## Rechtsverhältnisse
Die Sparkasse an Ennepe und Ruhr ist eine Anstalt des öffentlichen Rechts. Rechtsgrundlagen sind das Sparkassengesetz Nordrhein-Westfalen und die durch den Verwaltungsrat der Sparkasse erlassene Satzung. Träger der Sparkasse ist der Sparkassenzweckverband der Städte Gevelsberg, Ennepetal, Wetter (Ruhr) und Breckerfeld. Organe der Sparkasse sind der Vorstand, der Kreditausschuss und der Verwaltungsrat.

## Geschichte
Die ehemalige Stadtsparkasse Gevelsberg ist aus der am 10. September 1857 gegründeten und am 5. Oktober 1857 vom Oberpräsidenten der Provinz Westfalen genehmigten Sparkasse für das Amt Ennepe hervorgegangen. 1926 wurde ein Sparkassenzweckverband gegründet. Die Sparkasse führte fortan die Bezeichnung: Sparkasse der Stadt Gevelsberg und des Amtes Ennepe zu Gevelsberg. Am 30. Januar 1933 erhielt die Sparkasse die Eigenschaft einer Körperschaft des öffentlichen Rechts. Im Zuge der Stadtwerdung der Stadt Ennepetal wurde die Zweckverbandssparkasse der Stadt Gevelsberg und des Amtes Ennepe zu Gevelsberg aufgelöst. Seit dem 30. Dezember 1949 wurde sie unter Beibehaltung der Körperschaft des öffentlichen Rechts als Stadtsparkasse Gevelsberg weitergeführt. Im Jahre 2017 fusionierte die Sparkasse mit der Stadtsparkasse Wetter zur Sparkasse Gevelsberg-Wetter. Am 1. Januar 2022 fusionierte die Sparkasse Gevelsberg-Wetter mit der Sparkasse Ennepetal-Breckerfeld zur "Sparkasse an Ennepe und Ruhr".

## Geschäftszahlen
Die Sparkasse an Ennepe und Ruhr wies im Geschäftsjahr 2023 eine Bilanzsumme von 2,669 Mrd. Euro aus und verfügte über Kundeneinlagen von 2,04 Mrd. Euro. Gemäß der Sparkassenrangliste 2023 liegt sie nach Bilanzsumme auf Rang 183. Sie unterhält 15 Filialen/Selbstbedienungsstandorte und beschäftigt 297 Mitarbeiter.

## Entwicklung
Die Sparkasse Gevelsberg-Wetter hat zusammen mit dem Bauverein Gevelsberg, der AVU Aktiengesellschaft für Versorgungs-Unternehmen und der Stadt Gevelsberg eine Gesellschaft zur Entwicklung des Ennepebogens gegründet.
Anfang April 2007 wurde am Ennepebogen das Sparkassen-EnnepeFinanzCenter als Nebengebäude der Hauptstelle Gevelsberg eröffnet. Es umfasst 18 Büros mit 20 Arbeitsplätzen der Bereiche Vermögensmanagement, Firmenkunden sowie das Immobiliencenter (Vermittlung und Finanzierung von Immobilien).